# 吉田れいな
吉田 れいな（よしだ れいな、本名及び旧芸名：吉田 怜菜、1992年2月17日 - ）は、日本のモデル、女優、タレント、リポーターである。かつては、エイベックス・マネジメント、生島企画室（現在のFIRST AGENT）に所属していたが、現在は所属していない。
神奈川県出身。桜美林大学リベラルアーツ学群を卒業した。在学中の2012年に、ミス桜美林大学準グランプリを受賞した。

## 人物
- 趣味はモダンバレエ[2]、愛犬れん君と散歩、昼寝。
- 特技は持ち前の柔軟性を活かしたY字バランス。
- 好きな食べ物は南高梅、日本酒。
- 2013年4月から日本テレビ系列情報バラエティ番組『PON!』お天気お姉さん水曜日担当になる。
- 2019年1月3日からエイベックス・マネジメントから生島企画室移籍にともない、「吉田 怜菜」から「吉田 れいな」に表記を変更した。合わせてTwitter及びInstagramに発信を専念するためアメブロでの更新を終了した[3]。

## 出演

### 舞台
- ミラクル☆トレイン〜大江戸線へようこそ〜 2nd approach（2012年4月13日 - 4月22日、スペース・ゼロ） - 六桜 役
- Peach Boys（2014年7月9日 - 7月14日、東京芸術劇場シアターウエスト）
- 金色の翼に乗りて（2015年2月18日 - 2月22日、シアターΧ） - アミー 役
- ROCK BALLET「義経〜命果つるまで、疾風怒濤編〜」（2015年9月11日 - 9月13日、六行会ホール） - 玉虫 役
- わしゆん！（2015年5月13日 - 5月17日、劇）
- マジックトレードセンター（2016年4月14日 - 4月18日、シアター風姿花伝）
- 裏の泪と表の雨（2016年12月8日 - 12月18日、ウッディシアター中目黒） - オ・ジヒョン 役
- 舞台「ノラガミ」シリーズ - 真喩 役
  - ノラガミ -神と願い-（2016年1月28日 - 1月31日、AiiA 2.5 Theater Tokyo）
  - ノラガミ -神と絆-（2017年2月16日 - 2月26日、AiiA 2.5 Theater Tokyo）
- それじゃまたと言って きっと夢じゃない（2017年7月13日 - 7月23日、劇場HOPE） - セナ 役
- Cherry（2018年2月6日 - 2月11日、ウッディシアター中目黒） - レイ 役
- 『エモ・ロス Emotion・Lose』（2020年11月18日 - 11月22日、オメガ東京）
- 和楽器ライヴ+装束絵巻+ダンス「和楽奏伝×装束夢幻」（2021年3月21日、Bunkamuraオーチャードホール）

### テレビ番組
- PON!（2013年4月3日 - 2014年3月26日、日本テレビ） - 水曜レギュラー、お天気コーナー担当
- ホットドッグ・プレスTV（2015年4月7日 - 2016年9月27日、BS日テレ）- Hot-Dog PRESS大人女子
- 最旬!トレンドサーチ（BS-TBS） - （2019年7月20日、8月3日、10月19日、11月16日、2020年1月11日、1月18日、2月8日、2月15日、3月7日、4月11日、5月2日、7月4日、8月8日放送）- リポーター
- ウマラテ（2019年9月、フジテレビ）
- キスマイブサイク（フジテレビ）- マイコ役
- いい伊豆みつけた（2020年10月[4] - 2021年1月[5]、伊豆急ケーブルネットワーク） - リポーター

### インターネットテレビ
- 私の年下王子さま（2018年7月7日 - 9月29日 全12回、AbemaTV）- 年上女子

### テレビドラマ
- 最高の離婚 第3話（2013年、フジテレビ）- 咲良 役
- あすなろ三三七拍子 第8話（2014年9月2日、フジテレビ） - ちなつ 役
- 人は見た目が100パーセント 第6話（2017年5月18日、フジテレビ）
- オー・マイ・ジャンプ! 〜少年ジャンプが地球を救う〜 第7話（2018年2月23日、テレビ東京）
- 海月姫 第9話（2018年3月12日、フジテレビ）
- 絶対零度 〜未然犯罪潜入捜査〜 第8話（2018年8月27日、フジテレビ）
- 行列の女神〜らーめん才遊記〜 第8話（2020年6月8日、テレビ東京） - レポーター 役
- 世にも奇妙な物語 '20秋の特別編 「タテモトマサコ」（2020年、フジテレビ） - 総務部員3 役
- イチケイのカラス 第6話（2021年5月10日、フジテレビ）- 事務官 役

### 広告
- 花王「クイックルワイパー」（2012年）
- NEXCO東日本サービスエリア イメージキャラクター（2014年、東日本高速道路）[6]
- BifiX1000「軽やかなおなか」編（2016年、江崎グリコ）[7]
- PATTERN fiona ECサイトWEBモデル（2016年）
- LPGA創立50周年「ゴルフをもっと日常に」パッティング編（2017年、日本女子プロゴルフ協会）[8]
- サントリー「ほろよい 冷やしパイン」(2018年）
- 小林製薬「ケアノキュア」～また目立ってきた篇～（2018年）
- 洋服の青山「AOYAMAはWでいい！Wピースダンス」篇（2021年3月）
- 小林製薬「マスキュア」（2021年5月）
- Panasonic公式 VIERA［音声検索］お好みの番組やネット動画がかんたに探せる 商品紹介（2021年5月）

### ミュージック・ビデオ
- BIGMAMA「Jeffrey Campbellのスケートシューズで」（2012年）
- claquepot「むすんで」（2019年）

### ショー
- GirlsAward 2016 AUTUMN/WINTER